# Strongilos
Strongilos (gr. Στρογγυλός, tur. Turuçlu) – wieś na Cyprze, w dystrykcie Famagusta. Obecnie znajduje się w granicach Cypru Północnego.